# Mike Moran
Mike Moran, född 4 mars 1948 i Leeds i West Yorkshire, är en brittisk keyboardist, kompositör och musikproducent. 
Moran studerade vid Royal College of Music i London för att bli studiomusiker, kompositör och arrangör. Moran har gjort musik till filmer som Time Bandits och The Missionary. Han har också spelat med Ian Gillan Band.
Moran blev först känd när han tillsammans med Lynsey de Paul skrev och framförde det brittiska bidraget i Eurovision Song Contest 1977, Rock Bottom. Låten ledde i början av omröstningen, men slutade på andra plats och blev en topp 20-hit i många europeiska länder. Den nådde förstaplatsen på singellistorna i Frankrike, Tyskland, Österrike och Schweiz, och blev på så vis mer framgångsrik i kontinentala Europa än i hemlandet Storbritannien.
De Paul och Moran fortsatte att skriva låtar tillsammans, bland annat Let Your Body Go Downtown, en topp 40-hit för Martyn Ford Orchestra och uppföljaren Going to a Disco, såväl som Without You från De Pauls album Tigers and Fireflies och Now and Then från Just a Little Time.
Andra kända låtar som Moran skrivit tillsammans med andra är Barcelona (med Queen-sångaren Freddie Mercury) och övriga låtar på Mercurys och Caballés album med samma namn samt Snot Rap (med Kenny Everett, brittisk diskjockey och tv-underhållare). Han har även skrivit signaturmelodin till den skotska kriminalaren Taggart, No Mean City, som sjungs av den skotska rock- och bluessångerskan Maggie Bell.
Han har samarbetat med medlemmarna i rockbandet Queen samt Ozzy Osbourne, Nicko McBrain och George Harrison.
På senare år har Moran främst arbetat som musikproducent. Han har bland annat producerat Elaine Paiges album The Queen Album, Piaf och Essential Musicals.

## Diskografi i urval

### Singlar
Sångare, pianist kompositör:
- 1977 – Lynsey de Paul och Mike Moran – Rock Bottom

Kompositör, producent, musiker:
- 1987/1992 – Freddie Mercury och Montserrat Caballé – Barcelona
- 1988 – Freddie Mercury och Montserrat Caballé – The Golden Boy
- 1989 – Freddie Mercury och Montserrat Caballé – How Can I Go On

### Filmmusik
Kompositör:
- 1981 – Time Bandits
- 1982 – The Missionary
- 1985 – Water

### Album
Kompositör, producent och musiker:
- 1988 – Freddie Mercury och Montserrat Caballé – Barcelona
- 1988 – Elaine Paige – The Queen Album
- 1991 – Queen – Innuendo
- 1992 – Brian May – Back to the Light
- 1994 – Elaine Paige – Piaf
- 1994 – Lynsey de Paul – Just a Little Time
- 2006 – Elaine Paige – Essential Musicals

### Video
Pianist:
- 1993/2002 – The Freddie Mercury Tribute Concert